# Michel de Villers
Michel de Villers, Michel de Villers de Montaugé, (* 13. Juli 1926 in Villeneuve-sur-Lot; † 25. Oktober 1992) war ein französischer Jazz-Bariton- und Altsaxophonist des Swing, später des Bebop.

## Leben und Wirken
De Villers bildete sich autodidaktisch auf dem Altsaxophon aus und spielte ab 1943 professionell Alt- und Tenorsaxophon. Er arbeitete mit Django Reinhardt 1946 (mit André Jourdan, Eddy Bernard, Eugène Vées) und in einer Aufnahmesession vom 14. April 1947, bei der der Swing-Gitarrist mit seinem Orchestra du Boeuf sur le Toit die Titel „Peche a la Mouche“ und „Minor Blues“ aufnahm. Außerdem begleitete er ihn auf eine Tour in die Schweiz 1946.
Außerdem spielte de Villers mit amerikanischen, in Paris weilenden Musikern wie Kenny Clarke, Jonah Jones oder Lucky Thompson. Mit Don Byas (1958 auf dem Festival in Cannes) und Bill Coleman ging er 1947 auf Deutschland-Tournee. Unter eigenem Namen entstanden Anfang der 50er einige 78er für das Label Swing. Ende der 1950er Jahre wechselte er zum Baritonsaxophon. Er arbeitete mit Jack Diéval, André Persiany, Jean-Claude Fohrenbach, Guy Lafitte, nebenher auch als Discjockey. Mit eigener Band war er für den Rundfunk tätig. 1953 spielte er im Buck Clayton Quintett, 1954 zusammen mit Roger Guérin in der Band von Bernard Zacharias.
Er schrieb auch für Jazz Hot und La Gazette du Jazz. In den 1970er Jahren produzierte er für das Radio und textete Chansons. In den 1980er Jahren nahm er seine musikalische Karriere wieder auf, eröffnete einen Workshop mit Christian Garros, spielte mit Roger Guérin und Pierre Michelot und nahm im Duo mit dem Gitarristen Marc Fosset auf.